# 保罗·马格卢瓦尔
保羅·歐仁·馬格盧瓦爾（法語：Paul Eugène Magloire，法語發音：[pɔl øʒɛn maɡlwaʁ]；1907年7月19日—2001年7月12日），海地軍人政治家，從1950年統治海地至1956年。

## 生涯
馬格盧瓦爾是一個將軍的兒子，1930年加入軍隊，很快成為太子港的軍政領袖。在1946年他發動一次成功的政變推翻總統埃利·莱斯科，當他的後繼者迪马瑟·埃斯蒂梅試圖於1950年延長他的任期時，馬格盧瓦爾在太子港穆拉托人精英幫助下把他趕下台得到權力。
在他統治下海地成為歐美遊客喜愛的旅遊點。他的反共態度令他得到美國不少援助，他也用這些錢和出口咖啡的收入去建造公路、公共建築和大壩。他還監督了一個婦女參政權的機構。
在1954年飓风黑兹尔吹襲海地和救災資金被盜用，他的支持度下滑。1956年他逃離該國的罷工和示威。之後弗朗索瓦·杜瓦利埃剝奪了他的海地公民身份。
在1986年让-克洛德·杜瓦利埃喪失權力時，他從紐約回國，兩年後成為軍方非正式顧問。2001年去世。